# Robert Sondheimer
Robert Sondheimer (Magúncia, 1881 - 1956, ...?) fou un compositor i crític musical alemany.
Feu els seus principals estudis en el Conservatori de Colònia i en el de Berlín, amb Engelbert Humperdinck i Koch.
Va compondre algunes obres de concert i de cambra, entre elles una simfonia prebeethoviana, devent mencionar-se especialment els seus articles vers Boccherini i Sammartini, publicats a la Rivista Musicale Italiana, algunes de les quals obres inèdites va donar a conèixer més tard en l'Edition Bernouilli.